# Charles Anderson
Charles Anderson, född 28 december 1985, är en kamerunsk före detta fotbollsspelare som numera är tränare för Rosengård FF
Hans moderklubb är den kamerunske klubben Espoir de Yaounde men han har tillbringat större delen av sin karriär i Sverige med klubbarna som Malmö FF, Trelleborgs FF, Landskrona BOIS, Östers IF och IF Limhamn Bunkeflo.
2016 pensionerade sig Charles från fotbollen och har inte haft något med sporten att göra tills mitten av säsongen i division 4 2019 som han kontaktades av Rosengård FF och tackade ja för en huvudtränarposition.

## Spelarkarriär
Charles moderklubb är Espoir de Yaounde från Kamerun. Året 2002 lämnade han Kamerun för Sverige och började direkt som juniorspelare i Malmö FFs juniorlag och därefter B-laget.. Han lockade till sig många intresserade lag som ville ha honom och året 2006 lyckades Trelleborgs FF ta med honom i deras trupp i Superettan. Året 2007 när Trelleborgs FF skulle spela i Allsvenskan, bestämde sig Charles för att lämna klubben för att spela i Superettanklubben Landskrona BOIS. Tre år senare lämnade han Landskrona BOIS på grund av flera missförstånd och bestämde sig då för att spela i Superettan med Östers IF. Knappt ett år efter bestämde sig Charles Anderson att spela i lägre nivå och slutade i Östers IF för att då göra en övergång till IF Limhamn Bunkeflo.
Charles tillbringade största och sista delen av sin karriär i IF Limhamn Bunkeflo, där han var spelare från 2011 till 2016 och beslutade sig på grund av en allvarlig skada att därefter avsluta sin karriär som fotbollsspelare.

## Meriter

### Trelleborgs FF
- Uppflyttning från Superettan till Allsvenskan[7]